# 湖润镇
湖润镇，是中华人民共和国广西壮族自治区百色市靖西市下辖的一个乡镇级行政单位。

## 行政区划
湖润镇下辖以下地区：
湖润村、城昌村、念祥村、新兴村、华利村、峒牌村、那国村、峒荷村、新灵村、峒巴村、多吉村、达爱村、更村和新群村。